# Ellen Tauscher
Ellen Tauscher, nata O'Kane (Newark, 15 novembre 1951 – Stanford, 29 aprile 2019), è stata una politica statunitense, membro della Camera dei Rappresentanti per lo stato della California dal 1997 al 2009 e Sottosegretario di Stato per il Controllo delle Armi e gli Affari di Sicurezza Internazionale dal 2009 al 2012.

## Posizioni politiche
La Tauscher si configura come una centrista; è stata anche presidente della New Democrat Coalition, ma ha abbandonato l'incarico quando è stata nominata Sottosegretario. La sua ideologia moderata è stata definita dal TIME tauscherismo.
Si è schierata a favore dell'aborto e della ricerca sulle staminali. Ha appoggiato il secondo emendamento, ma ha affermato che bisognerebbe effettuare più controlli sulle armi e che queste dovrebbero essere tenute fuori dalla portata degli individui con problemi di violenza. Inoltre la Tauscher favorisce le unioni omosessuali, ritenendo che vietarle sarebbe un disservizio contro i principi di uguaglianza su cui si fonda il Paese.

## Vita privata
Ellen Tauscher era divorziata dal primo marito, William Tauscher, un importante uomo d'affari, da cui nel 1991 ha avuto la figlia Katherine. Il giorno in cui ha preso servizio come sottosegretario, ha sposato il pilota Jim Cieslak.
Nel 2010 le è stato diagnosticato un cancro all'esofago. È morta nel 2019 all'età di 67 anni a seguito di una polmonite.